# Bibiampol
Bibiampol [biˈbjampɔl] est un village polonais de la gmina de Młodzieszyn dans le powiat de Sochaczew et dans la voïvodie de Mazovie.
Il se situe à environ 4 kilomètres au sud-est de Młodzieszyn, à 7 kilomètres au nord-ouest de Sochaczew et à 53 kilomètres à l'ouest de Varsovie.